# Justine Triet
Justine Triet (pronúncia em francês: [ʒystin tʁije]; Fécamp, 17 de julho de 1978) é uma cineasta, roteirista e editora francesa. Ela venceu a Palma de Ouro no Festival de Cinema de Cannes de 2023 pelo thriller de tribunal Anatomie d'une chute, tornando-se a terceira diretora mulher a ganhar o prêmio.

## Carreira
Triet formou-se na Beaux-Arts de Paris. Seu longa-metragem de estreia na direção, La Bataille de Solférino, foi apresentado como parte do programa ACID no Festival de Cinema de Cannes de 2013, e ficou em décimo lugar na lista dos dez melhores do Cahiers du Cinéma em 2013.
Em 2016, escreveu e dirigiu a comédia-drama romântica Victoria, que foi indicada ao Prêmio César de melhor filme e melhor roteiro original. Em 2019, seu filme de comédia dramática Sibyl estreou no Festival de Cinema de Cannes de 2019, onde competiu pela Palma de Ouro.
Em 2023, seu thriller de tribunal, Anatomie d'une chute, foi apresentado no Festival de Cinema de Cannes de 2023, onde ganhou a Palma de Ouro, tornando Triet a terceira diretora mulher a ganhar o prêmio.

## Vida pessoal
Triet mantém um relacionamento com o cineasta francês Arthur Harari, com quem tem dois filhos. O casal frequentemente trabalha junto.
Triet é membro do grupo francês de igualdade de gênero Collectif 50/50.
Ao receber sua Palma de Ouro no Festival de Cinema de Cannes de 2023, Triet declarou seu apoio ao movimento de protesto pela reforma previdenciária e se opôs à repressão do presidente Emmanuel Macron. Ela acusou o "governo neoliberal" de promover a comercialização cultural e de enfraquecer o excepcionalismo cultural da França. Ela dedicou seu prêmio a novos diretores e àqueles que enfrentam desafios na indústria cinematográfica, pedindo maiores oportunidades e apoio para talentos em ascensão. Seus comentários estavam ligados aos debates que ocorreram na França em outubro de 2022 no Appel aux Etats Generaux (Convocação para Assembleias Gerais), durante a qual alguns membros da indústria culparam o cinema de auteur pela diminuição das bilheterias e instaram para uma redução na produção cinematográfica francesa. O discurso de Triet foi criticado pelo partido de Macron, por ativistas e políticos de direita e pela ministra da cultura francesa, Rima Abdul Malak, que disse estar "pasmada com tais comentários injustos". No entanto, seu discurso recebeu apoio de políticos de esquerda e da SRF, o sindicato dos cineastas franceses.